# 鮫島晋

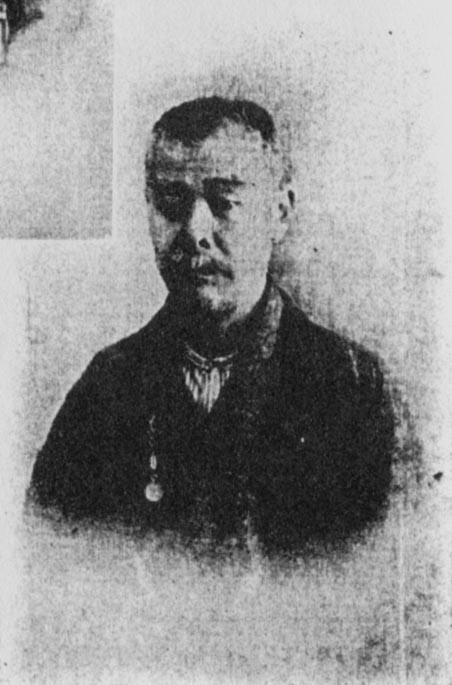
鮫島晋

鮫島 晋（さめじま しん、1852年（嘉永5年） - 1917年（大正6年）12月9日）は、明治、大正時代の理学士。東京物理学講習所（現在の東京理科大学）の設立者の一人。

## 経歴
- 1852年（嘉永5年） - 越後国高田藩に生まれる。
- 1879年（明治12年） - 東京大学仏語物理学科の第2期卒業生となる。
- 1881年（明治14年） - 東京物理学講習所の設立者の一人となる。

後に文部省一等属、東京女子師範学校、東京師範学校、東京高等女学校など官立学校の教諭を歴任。
- 1888年（明治21年） - 文部省を非職処分となる。
- 1895年（明治28年） - 小諸義塾の教師となり、数学、物理および化学などを教える。
- 1906年（明治39年） - 小諸義塾が閉校となり退職。

その後、前橋義塾、私立文武館、私立明道中学（広島県）、私立平戸女学校教諭を歴任。
- 1915年（大正4年） - 平戸女学校を退職。以降教職を退く。
- 1917年 - 死去。享年65。

## エピソード
酒好きで純朴、誠実で不器用な人柄で教師の仕事に熱心であったとされる。
1899年（明治32年）から6年間、小諸義塾の教師仲間に島崎藤村がおり、藤村の『千曲川のスケッチ』、『千曲川旅情の詩』、『貧しい理学士』などに鮫島が描かれた。
他の物理学校設立発起人が、日本の物理学草創期を飾る学者・教育者としてそれぞれ功成り名遂げたのと対照的に、田舎教師として生き貧窮のうちに死去した。晩年には物理学校関係者と連絡を絶っており、その死は他の発起人に知らされることもなく、したがって東京理大の校史においても発起人21名のうち彼の経歴だけが長い間不明になっていた。

## 著作
著書・編書
- 『小学物理教授本』3冊、東京府、1885年7月
- 『普通教育 算術教科書』2冊、博文館、1893年6月

## 関連文献
- 瓜生清 「藤村と鮫島晋・「貧しい理学士」をめぐって : 一つの文学的肖像の終焉」（『福岡教育大学国語国文学会誌』第26号、1985年1月、NAID 120006379249）
- 並木張 「物理学校創立者の1人で、唯一詳細が不明の維持員先生 島崎藤村が支えた鮫島晋」（『理大 科学フォーラム』第220号、東京理科大学、2002年10月、NAID 40005593331）
- 沼隆三 「流離いの鮫嶋晋先生」1-4（『理大 科学フォーラム』第229号、2003年7月、NAID 40005841675 ／ 第230号、2003年8月、NAID 40005871543 ／ 第231号、2003年9月、NAID 40005932474 ／ 第232号、2003年10月、NAID 40005968468）
- 「鮫島晋」（馬場錬成著 『物理学校 : 近代史のなかの理科学生』 中央公論新社〈中公新書ラクレ〉、2006年3月、ISBN 4121502078）